# Punch (magazine)
Pour les articles homonymes, voir Punch.
Punch est un hebdomadaire humoristique et satirique britannique fondé en 1841 et disparu en 2002.

## Histoire du magazine

### XIXesiècle

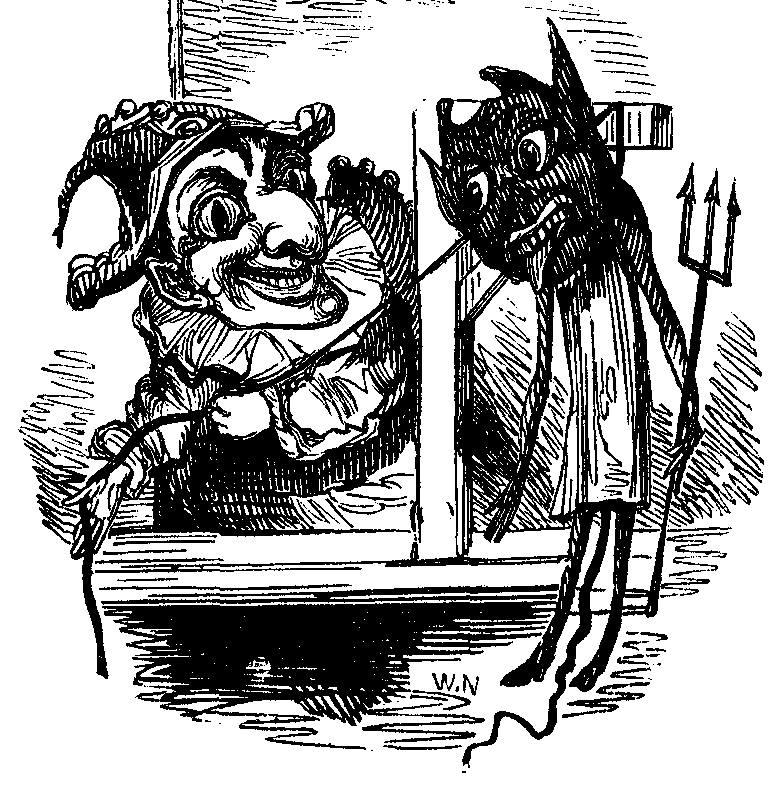
« Mr. Punch cherchant à pendre le diable », vignette, détail de la couverture de 1841 (cf. ci-contre).

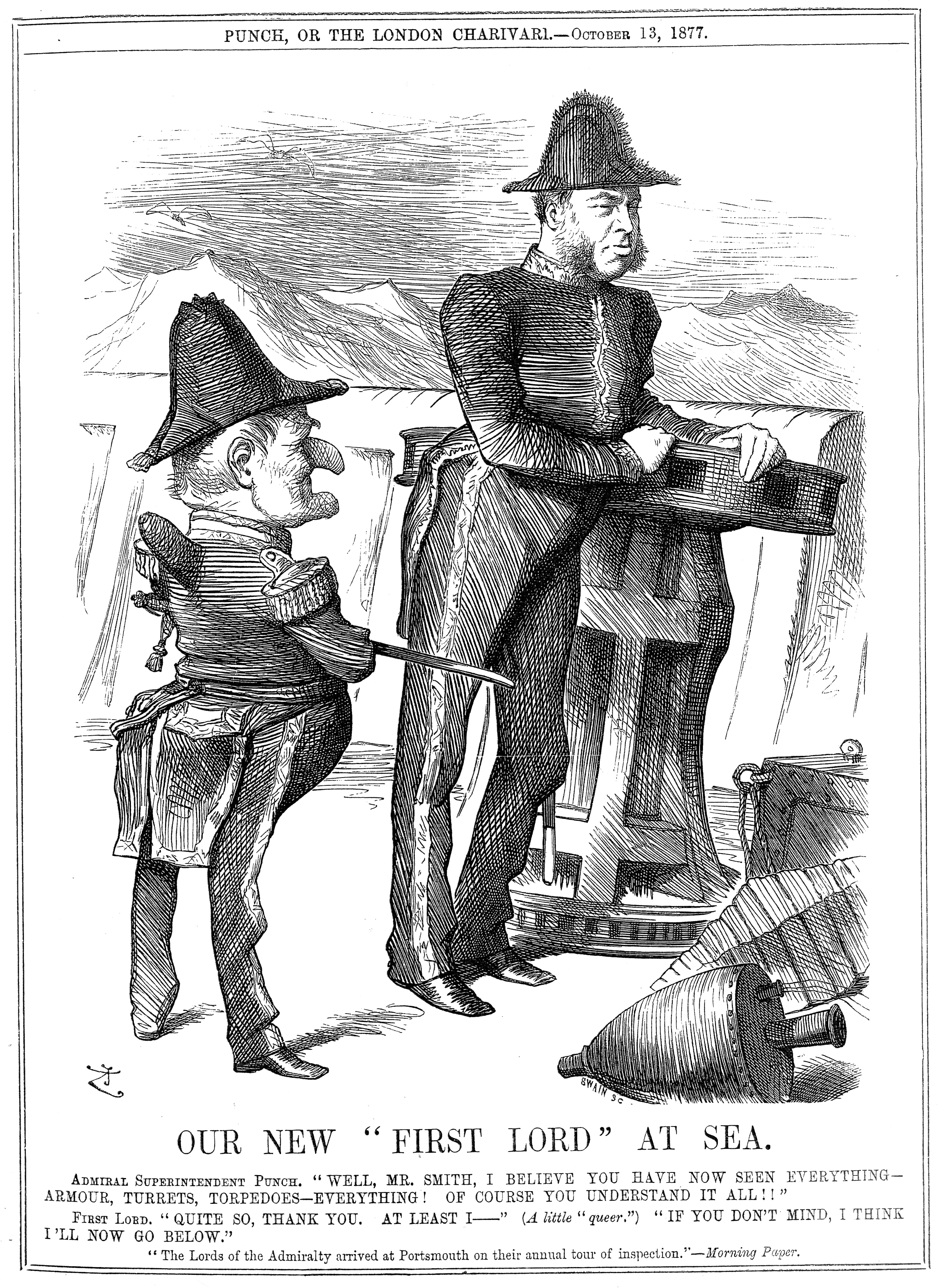
Our New 'First Lord' at Sea par John Tenniel, une du numéro du 13 octobre 1877 ou Mr. Punch se moque du « mal de mer » de William Henry Smith (1825–1891), premier Lord de l'Amirauté.

Fondé le 17 juillet 1841 par Henry Mayhew, Mark Lemon (en) et par le graveur Ebenezer Landells (en), Punch est initialement sous-titré The London Charivari en référence au magazine français Le Charivari et à son fondateur, Charles Philipon. Son nom provient du personnage appartenant au registre du spectacle de marionnettes « Punch & Judy », qui se situe entre Guignol et Pulcinello : « Mr. Punch », dont la réplique récurrente est « That's the way to do it! » (C'est ainsi qu'il faut faire), devient, dès les premiers numéros, une sorte de mascotte, affublée d'un plus ou moins long nez busqué, prenant un air un peu diabolique, et déclinée jusqu'au début du XXe siècle en « une ».
Henry Mayhew reste à la tête du magazine pendant une année, prenant comme rédacteur en chef Mark Lemon (en) auquel il est associé, puis devient simple conseiller jusqu'à son départ en 1845. Les débuts sont assez difficiles, seul l'« Almanack » de 1842, un album compilant les meilleurs dessins, parvient à se vendre à 90 000 exemplaires ; cependant, l'année suivante, le titre s'installe dans le paysage de la presse londonienne, rassurant l'imprimeur et éditeur Bradbury and Evans qui s'était porté acquéreur du titre en décembre. Établi dans Fleet Street, l'éditeur met au goût du jour durant les années 1840-1850 le « cartoon » grâce à de nouveaux moyens d'impression et des campagnes de publicité. Bradbury and Evans publie également William Makepeace Thackeray, l'auteur de Barry Lyndon et du Livre des Snobs, et ce dernier devient un collaborateur de Punch où il publia en feuilleton La Foire aux vanités.
Le ton humoristique des deux premières décennies vise la plupart des classes sociales et certaines populations, non parfois sans cruauté et une certaine forme de racisme : les Irlandais sont notamment caricaturés, voire stigmatisés comme étant le « chaînon manquant entre le singe et le Nègre », propos dénoncés en 1870 par le journal conservateur The Spectator.
Le dessinateur Richard Doyle conçoit à partir de 1849 l'en-tête du magazine et devient un collaborateur régulier, auquel s'ajoute John Leech, John Tenniel et Charles Keene (en), qui restent les quatre dessinateurs les plus emblématiques de la période 1850-1880, et que l'on surnommait « The Punch Brotherhood ».
En moins de dix ans, Punch, vendu 3 pence (soit l'équivalent de 30 centimes de franc) parvient à toucher l'ensemble de la classe moyenne, gagnant peu à peu les couches aisées de la population, notamment grâce à des quotidiens comme The Times ou des suppléments dominicaux comme News of the World qui reprennent pour illustrer leurs colonnes quelques dessins du magazine, lui assurant en quelque sorte une forme de publicité gratuite.
Une grande partie de son succès dans la deuxième moitié du XIXe siècle suscita de nombreux épigones, plus incisifs et moins chers, parmi lesquels Fun (1865), Judy (1867) et Funny Folks (1874).
Dans les années 1888-1889, les aventures de « Mr. Nobody » (The Diary of a Nobody) conçues par Georges et Weedon Grossmith, subtilement dérisoires, entre non-sens et humour noir, sont reprises en volume et connaissent un grand succès. En 1900, Cecil Aldin et Phil May fournissent des caricatures qui renouvellent le genre, et décrispent la fin de l'ère victorienne. Willie Wilde, frère d'Oscar Wilde devient un temps le critique théâtral.

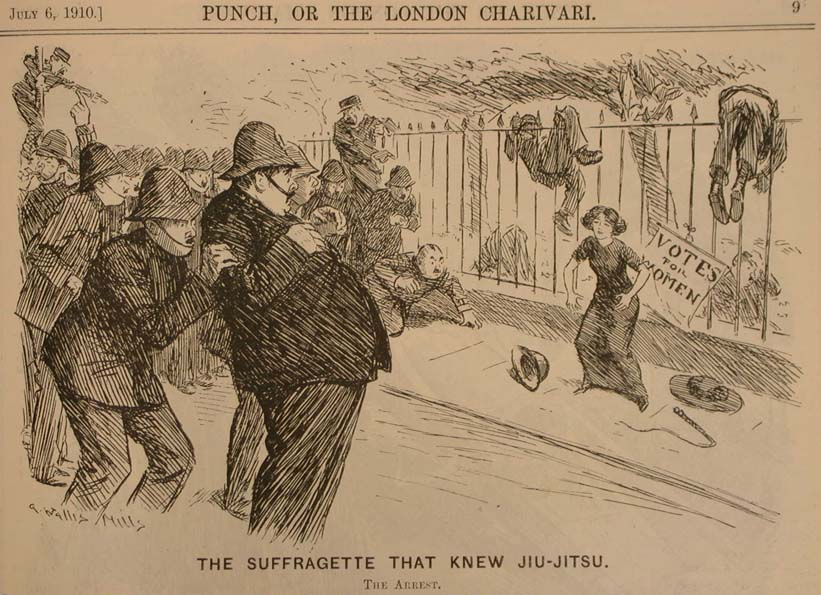
Dessin dans le numéro de juillet 1910.

### XXesiècle
En 1910, Punch dépasse les 100 000 exemplaires vendus. Le pic des ventes fut atteint en 1947-1948 avec une moyenne de 180 000 exemplaires.
Durant les années 1930, W. C. Sellar et R. J. Yeatman écrivent pour Punch la série 1066 and All That : illustrée par John Reynolds, ce regard décalé sur l'histoire officielle de la Grande-Bretagne connaît un énorme succès une fois publié sous forme de livre, avant de devenir une comédie musicale puis un véritable classique de l'humour britannique.
En 1992, Punch, essoufflé, décide de suspendre sa parution. Quatre ans plus tard, l'homme d'affaires Mohamed Al-Fayed décide de relancer le titre mais en mai 2002, il jette l'éponge, après avoir englouti 16 millions de livres sterling et réuni seulement 6 000 abonnés.
En 2004, les archives du magazine sont acquises par la British Library.

## Sélection de Unes

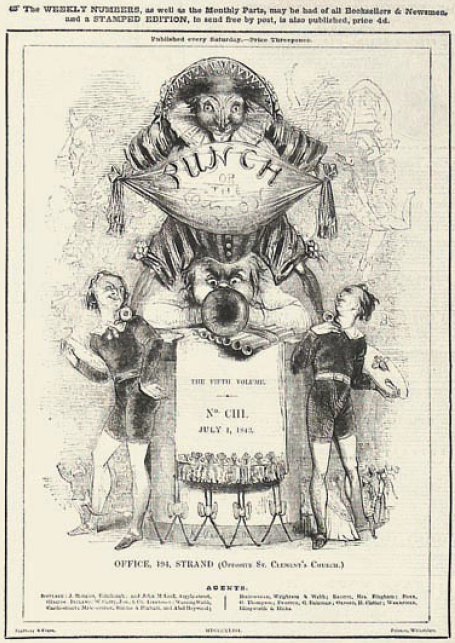
1843 : la couverture du 1er juillet montre Mr. Punch chevauchant un trompettiste.
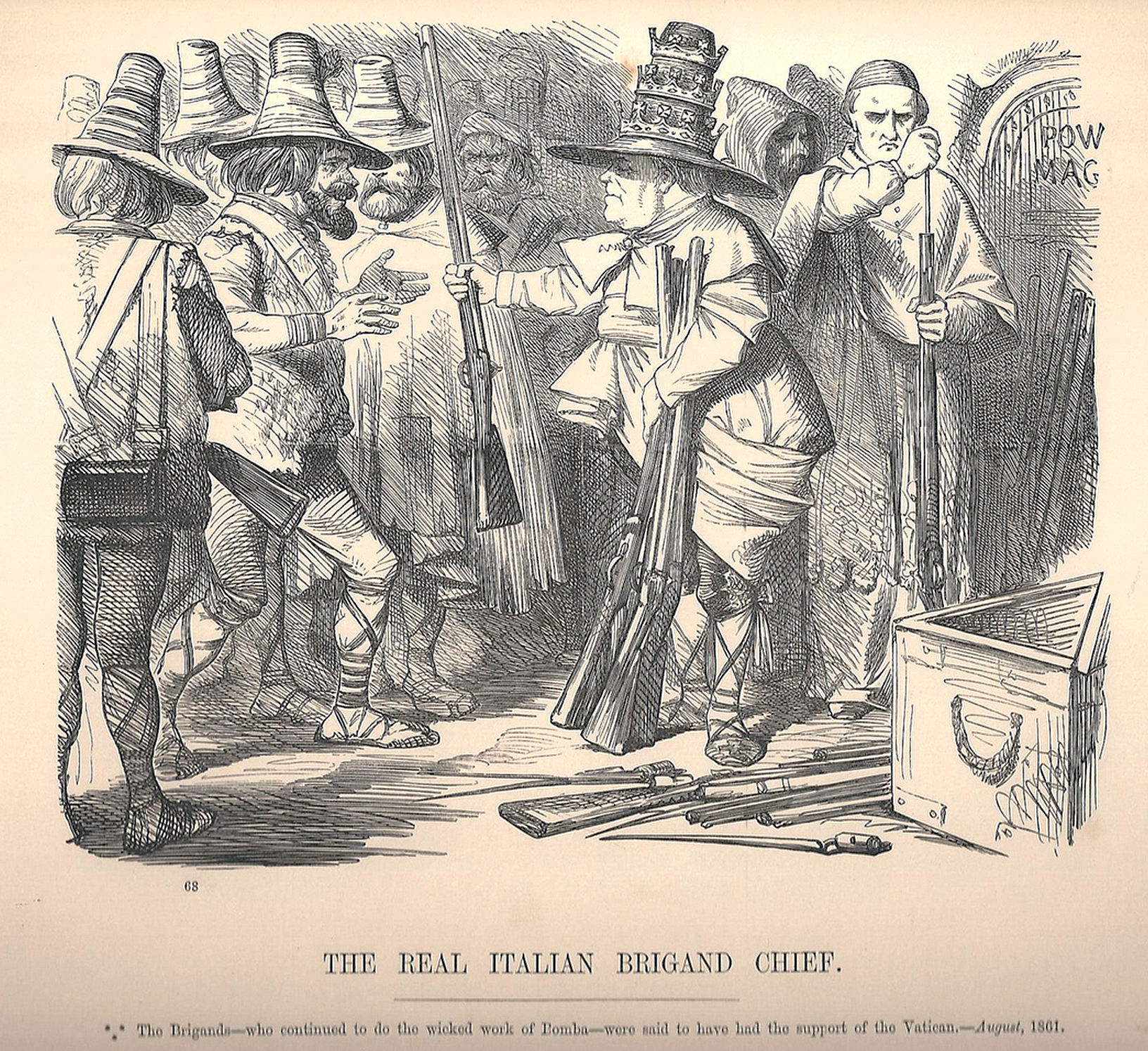
1863 : le pape Pie IX armant les « brigands du sud de l'Italie ».
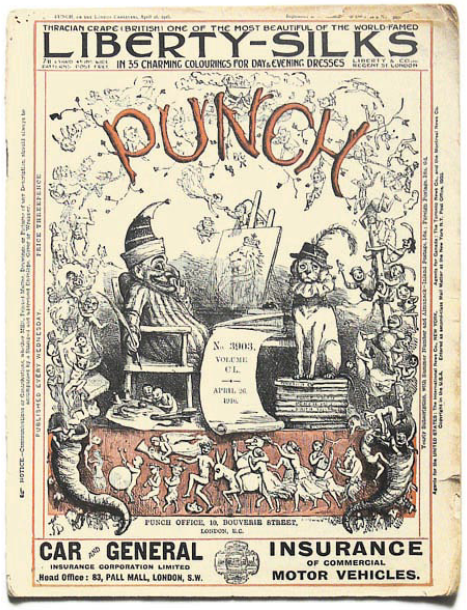
1916 : la couverture du 26 avril reprend l'en-tête créé par Richard Doyle en 1849.

## Contributeurs

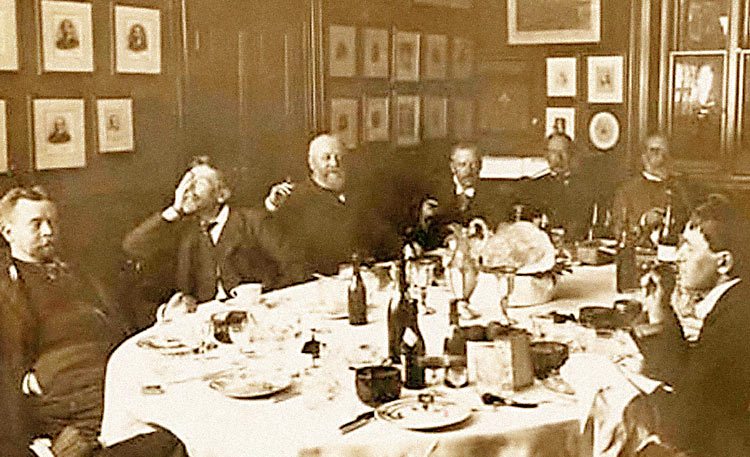
Réunion éditoriale de l'équipe de Punch à la fin du XIXe siècle autour de la célèbre table ovale sur laquelle chacun devait graver ses initiales (aujourd’hui conservée à la British Library).

### Liste des rédacteurs en chef (1841-2002)
- Mark Lemon (en) (1841–1870)
- Henry Mayhew (1841–1842)
- Shirley Brooks (en) (1870–1874)
- Tom Taylor (1874–1880)
- Sir Francis Burnand (en) (1880–1906)
- Sir Owen Seaman (en) (1906–1932)
- E.V. Knox (1932–1949)
- Cyril Kenneth Bird (« Fougace ») (1949–1952)
- Malcolm Muggeridge (1953–1957)
- Bernard Hollowood (en) (1958–1968)
- William Davis (journaliste) (1969–1977)
- Alan Coren (en) (1978–1987)
- David Taylor (1988)
- David Thomas (1989–1992)
- Peter McKay (septembre 1996 – 1997)
- Paul Spike (1997)
- James Steen (journaliste) (1997–2001)
- Richard Brass (2001–2002)

### Dessinateurs
- Frank Hoar (en) (Acanthus)
- George Worsley Adamson
- Anton (Antonia Yeoman)
- Edward Ardizzone (en)
- George Denholm Armour (en)
- Charles H. Bennett (illustrator) (en)
- Nicolas Bentley (en)
- Murray Ball
- Quentin Blake
- Russell Brockbank (en)
- Clive Collins[4]
- Richard Doyle
- Rowland Emett (en)
- Noel Ford[5]
- Michael ffolkes (en) (Michael Davies)
- Cyril Kenneth Bird (Fougasse)
- André François[6]
- Alex Graham[7]
- J.B. Handelsman (en)
- Michael Heath (cartoonist) (en)
- William Hewison
- Martin Honeysett (en)
- Leslie Gilbert Illingworth (en)[8]
- Ionicus (en)
- John Jensen[9]
- Charles Keene (artist) (en)
- David Langdon (en)
- Larry (cartoonist) (en)
- John Leech
- Ray Lowry (en)
- George du Maurier
- Kenneth Mahood
- Phil May
- Brooke McEldowney
- Rod McKie (en)
- Ed McLachlan
- Benjamin Edwin Minns (en)[10]
- Albert Morrow
- George Morrow (illustrator) (en)
- Nick Newman (en)
- John Bernard Partridge (en)[11]
- Matt Percival (en)
- John Phillips (en)[12]
- Graham Laidler (Pont)
- Matt Pritchett (en)[13]
- Arthur Rackham
- Arthur Wallis Mills (en)
- Roy Raymonde (en)
- Leonard Raven-Hill (en)[11]
- Ethel Reed (1896-1897)
- Albert Rusling
- Edward Linley Sambourne
- Gerald Scarfe
- Ronald Searle
- E.H. Shepard[14]
- Robert Sherriffs
- William Sillince
- George Sprod
- John Tenniel[15]
- Norman Thelwell (en)
- Bill Tidy[16]
- Wally Fawkes (en) (Trog)
- F. H. Townsend

### Plumes
- Gilbert Abbott A'Beckett (en)
- Kingsley Amis
- Alex Atkinson
- Joan Bakewell
- John Betjeman
- Quentin Crisp
- E.M. Delafield (en)
- Peter Dickinson
- Willard R. Espy (en)
- Penelope Fitzgerald
- Joyce Grenfell
- A.P. Herbert (en)
- John Hollingshead (en)
- Thomas Hood
- Chris Hutchins (en)
- Douglas William Jerrold
- James Leavey (en)
- Henry Lucy (en)
- Olivia Manning
- William Somerset Maugham
- George du Maurier
- George Melly
- John McCrae
- Alan Alexander Milne
- Sylvia Plath
- Anthony Powell
- W.C. Sellar (en)
- Stevie Smith
- William Makepeace Thackeray
- Artemus Ward
- Pelham Grenville Wodehouse
- Keith Waterhouse
- R.J. Yeatman (en)